# スリックバック
スリックバック（Slickback）またはジュビスライド（Jubi Slide）は、足を交互に滑らせ、地面をなめらかにスライドしているかのように見せるアメリカ発祥のストリートダンスの技法である。

## 概要
2022年2月にアメリカ・フロリダ州に住むアカウント名「Jubi2fy」が投稿した動画が元になっている。当初はジュビスライドという呼び名だったが、その後カリフォルニア州のラッパー・LAKIMの楽曲「A Pimp Named Slickback」の歌詞の一部に合わせて投稿することが主流となったため、スリックバックとも呼ばれるようになった。
2023年10月に、韓国のTikTokerが足を浮かせ空中を浮いているように見せようにアレンジしたスリックバックの動画を公開したことで、アジア圏でもスリックバックに挑戦する動画を投稿することが流行した。そのため、日本やアジア圏のスリックバックは、より空中に浮いているように見せることに重点が置かれているものが多く、地面を滑って見せるように見せる元祖のスリックバック(ジュビスライド)とはやや見せ方が異なる場合もある。
コピーライターの糸井重里はスリックバックを「ムーンウォーク以来の発明」と表現している。